# Strobe Lights
Strobe Lights är en låt framförd av den belgiske sångaren Red Sebastian. Låten, som är skriven av Red Sebastian tillsammans med Astrid Roelants, Billie Bentein och Willem Vanderstichele, representerade Belgien i Eurovision Song Contest 2025 i Basel i Schweiz, men gick inte vidare till final. Låten nådde plats nio på den belgisk topplistan.